# Live at the Apollo
Live at the Apollo är ett brittiskt ståuppkomedi-program som i Storbritannien sänds på BBC One och i Sverige sänds på TV4 Komedi. Programmet sänds från Hammersmith Apollo och hade premiär 2004. De första två säsongerna (2004–2005) hade Jack Dee som programledare och hette då Jack Dee Live at the Apollo. Från den tredje säsongen har programledarna varierat mellan programmet och nuvarande namn används.